# 名港中央大桥
名港中央大桥，是位于日本爱知县名古屋市的一座三跨连续钢斜拉桥，横跨名古屋港的名港三大桥（名港东大桥、名港中央大桥、名港西大桥）之一，连接伊势湾岸自动车道的名港潮见IC与名港中央IC。
名港中央大桥长1,170米，跨度布置为290+590+290米，主跨590米，桥身为白色涂装，于1998年3月30日正式启用。